# Duhaldea eupatorioides
Duhaldea eupatorioides là một loài thực vật có hoa trong họ Cúc. Loài này được Wall. ex DC. mô tả khoa học đầu tiên năm 1836.